# Whisky Bay
Die Whisky Bay ist eine Bucht der westantarktischen James-Ross-Insel. Sie liegt zwischen dem Rink Point und dem Stoneley Point auf der Nordwestseite der Insel und grenzt an den Prinz-Gustav-Kanal.
Die Entdeckung der Bucht geht mit hoher Wahrscheinlichkeit auf Teilnehmer der Schwedischen Antarktisexpedition (1901–1903) unter der Leitung Otto Nordenskjölds im Jahr 1903 zurück. Wissenschaftler des Falkland Islands Dependencies Survey nahmen 1945 und 1952 Vermessungen vor. Auf einer unveröffentlichten argentinischen Karte aus dem Jahr 1959 ist sie als Caleta Santa Eduvigis (spanisch für Bucht der Heiligen Hedwig) verzeichnet. Das UK Antarctic Place-Names Committee benannte sie 1983 in Anlehnung an die Benennung der benachbarten Brandy Bay nach dem schottischen Nationalgetränk Whisky.